# Einat Wilf
Einat Wilf (en hébreu : עינת וילף), née le 11 décembre 1970 à Jérusalem, est une femme politique israélienne. Wilf est membre de la 18e Knesset de janvier 2010 à janvier 2013 et fait partie du Parti indépendance.

## Biographie
Wilf suit ses études au très prestigieux lycée de l'université hébraïque de Jérusalem. Elle fait son service militaire au sein de l'unité 8200, une unité de l'armée israélienne responsable du renseignement électronique. Elle quitte ensuite le pays pour obtenir un Bachelor of Arts de l'université Harvard, puis un MBA de l'Institut européen d'administration des affaires et un doctorat en sciences politiques du Wolfson College de l'université de Cambridge.
En 2007, elle se présente à la présidence du Congrès juif mondial mais retire sa candidature avant le vote.
Wilf se présente sur la liste du Parti travailliste lors des élections législatives de 2009. Elle est la première non-élue mais lorsque le député travailliste Ophir Pines-Paz (en) prend sa retraite politique en janvier 2010, elle prend son siège et devient membre de la 18e Knesset.
En janvier 2011, elle quitte le Parti travailliste et rejoint le Parti indépendance que vient de créer Ehoud Barak.
En décembre 2012, Indépendance décide de ne pas présenter de liste aux élections à la 19e Knesset et par conséquent Wilf ne se présente pas.
En août 2013, elle rejoint le conseil d'orientation de l'association NGO Monitor (en) qui souhaite lutter contre les associations anti-israéliennes.
Einat Wilf est mariée depuis 2007 au journaliste allemand Richard Gutjahr.
Le journaliste n'étant pas juif, Wilf est critiquée pour ce choix.

## Source
- (en) Cet article est partiellement ou en totalité issu de l’article de Wikipédia en anglais intitulé « Einat Wilf » (voir la liste des auteurs).